# Ottorino Mezzalama

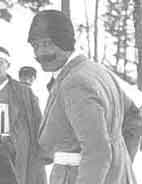
Ottorino Mezzalama

Ottorino Mezzalama (* 25. September 1888 in Bologna; † Anfang Februar 1931 im Valle di Rochemolles) war ein italienischer Bergsteiger und gilt neben Luciano Roiti als der Pionier des militärischen Skibergsteigens in Italien.

## Leben
Ottorino Mezzalama kam mit seinen Eltern am 28. März 1892 nach Turin, wo er in seiner Jugend die ersten alpinen Erfahrungen sammelte. Er war eng befreundet mit dem Schweizer Ingenieur Adolfo Kind und mit Luciano Roiti, einem Leutnant der Artillerietruppe, der sich 1897 erstmals schriftlich mit seiner Abhandlung „Delle marce sulla neve“ (deutsch „Über das Marschieren auf Schnee“) mit dem Thema des militärischen Skibergsteigens beim italienischen Heer befasste. Zusammen wurden sie Mitglied im Club Alpino Italiano (CAI) und gründeten den „Ski Club Torino“. Nach seiner Schulzeit schrieb er sich an der Fakultät für Handels- und Wirtschaftswissenschaften der Universität ein, wurde aber 1909 zur Artillerie einberufen. 1912 wurde er während des Italienisch-Türkischen Kriegs als Sergente an die libysche Front berufen und wurde dafür ausgezeichnet. Nach seiner Entlassung aus dem Militärdienst setzte er 1913 sein Studium fort und konnte nebenbei seinem Hobby, dem Bergsteigen und dann auch dem Skifahren, wieder nachkommen.

### Erster Weltkrieg

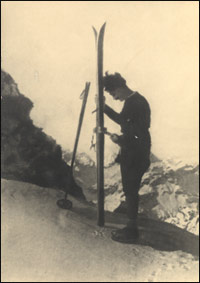
Mezzalana beim Präparieren der Skier

Im Oktober 1915 wurde Mezzalama als Reservist im Rahmen der allgemeinen Mobilmachung Italiens im Rahmen des Ersten Weltkriegs gemeinsam mit seinem späteren Freund, dem Bergsteiger und Bergschreiber Piero Ghiglione, zum 3. Gebirgsregiment (3° Reggimento Alpini) eingezogen. Aufgrund des fortgeschrittenen Studiums wurde er zum Unterleutnant befördert, 1916 zum Leutnant und 1917 zum Hauptmann. In dieser Zeit war er Technischer Leiter der Truppenskiausbildung. Sein erster Lehrgang fand am Kleinen Sankt Bernhard statt, der zweite im Valle di Champorcher des Aostatals, gefolgt von weiteren in verschiedenen alpinen Gebieten Italiens außerhalb der Konfliktregionen. Besonders erwähnenswert scheint sein überdurchschnittlich großer, 15 bis 25 kg schwerer Rucksack, den er stets selbst bei den Skitouren trug und niemals einem anderen übergab. Hierin war alles verstaut, was er aus seiner Sicht irgendwann einmal bei seinen Touren gebrauchen könnte, da man nie wisse, was einen in den Bergen überraschen könne. Man könne lediglich den Ablaufzeitpunkt festlegen, niemals sicher den der Rückkehr, wie er sich mehrfach zu seinem Gepäck äußerte. Rund 3.000 „Weiße Krieger vom Adamello“ für 26 Skieinheiten, aufgeteilt auf 13 Bataillone, wurden bis 1917 für den skigestützten Einsatz ausgebildet. Das 3° Reggimento Alpini bekam im gleichen Jahr den Namenszusatz „Courmayeur“.

### Zeit nach dem Ersten Weltkrieg
Nach Kriegsende beendete er sein Studium in Turin, wo er bei seiner Mutter wohnte. Eines seiner großen Ziele, das er sich während seines Militärdienstes gesteckt hatte, war die Skierkundung der Alpen, angefangen von den Seealpen bis zu den Julischen Alpen, um diese zu beschreiben. 1927 nahm er bei der ersten vollständigen italienischen Mont-Blanc-Abfahrt teil.

### Lawinenunglück im Valle di Rochemolles (1931)
Als nach einem Lawinenabgang im Tal von Rochemolles oberhalb von Bardonecchia 20 Soldaten des 3° Reggimento Alpini „Courmayeur“ vermisst wurden, nahm er als Freiwilliger an der Such- und Rettungsaktion teil.

„...mit seinem langen, schlaksigen Gang, der niemals Anzeichen von Müdigkeit oder von der Schwierigkeit des Aufstiegs erkennen ließ, wanderte er mit all seiner Ausrüstung los, wodurch er einem müden Soldaten glich; ebenso oft bewegte er gelassen seine Augen nach oben und sein gezwirbelter Schnurrbart gab seinem kargen, dunklen Gesicht einen geradezu altmodischen Hauch von Wärme.“

Er und Mazzocchi wurden am Bicchiere-Gipfel von Unwetter überrascht und waren zu einem dreitägigen Aufenthalt in der eisigkalten „Elena“-Hütte (heute „Rifugio Gino Biasi“) gezwungen. Beim Abstieg am vierten Tag waren beide erschöpft, als Mezzalama von einer Lawine erfasst und mitgerissen wurde. Mazzocchi suchte vergebens bis in die Dunkelheit, und erst am nächsten Tag wurde Mezzalamas lebloser Körper von Helfern der CAI-Sektion Bolzano gefunden und geborgen.
Nach ihm ist der Mezzalama-Gletscher im italienischen Teil der Walliser Alpen, die Ottorino Mezzalama-Hütte des Club Alpino Italiano, die bekannte Trofeo Mezzalama sowie das Mezzalama Skyrace benannt.